# Пустовалов, Алексей Михайлович
Алексе́й Миха́йлович Пустова́лов (1916—1981) — советский военный. Участник Советско-финской и Великой Отечественной войн. Герой Советского Союза (1944). Гвардии лейтенант.

## Биография
Алексей Михайлович Пустовалов родился 17 марта 1916 года в селе Львово Тамбовского уезда Тамбовской губернии Российской империи (ныне село Токарёвского района Тамбовской области Российской Федерации) в крестьянской семье. Русский. Окончил четыре класса неполной средней школы. Алексей Михайлович рано осиротел: его отец погиб во время Гражданской войны, а мать умерла в 1929 году. Вынужденно бросив школу, он несколько лет беспризорничал, зарабатывая на жизнь случайными заработками в соседних сёлах. В 1932 году судьба занесла Алексея Михайловича в Тамбов. Здесь подростка взяла под опеку одна из воинских частей. Алексея Михайловича поставили на довольствие и определили в музыкальный взвод, где в его обязанности входило до блеска натирать духовые инструменты. В 1934 году А. М. Пустовалов пошёл работать на завод «Ревтруд», быстро освоил специальность слесаря-сборщика электромоторов. Приобретённые за время работы на заводе навыки пригодились Алексею Михайловичу в армии, куда он был призван в 1936 году.
Срочную службу А. М. Пустовалов начал в Петергофе в ремонтных мастерских 31-й механизированной бригады имени Урицкого. В 1938 году бригада была переведена в Порхов и переформирована в 13-ю легкотанковую бригаду, а на базе ремонтных мастерских был образован 254-й ремонтно-восстановительный батальон. Особо возвращаться Алексею Михайловичу было некуда, и он остался на сверхсрочную службу, а в ноябре 1939 года началась Советско-финская война. С 1 декабря 1939 года 13-я легкотанковая бригада в составе 10-го танкового корпуса вела боевые действия на Карельском перешейке. Должность механика ремонтно-восстановительного батальона была небоевой, и в прямых боестолкновениях с противником Алексей Михайлович не участвовал, но несколько раз попадал под обстрел вражеской артиллерии. Во время наступательных действий бригады он занимался восстановлением подбитых или вышедших из строя по техническим причинам танков, возвращая им боеспособность. За успешный прорыв линии Маннергейма после завершения Зимней войны 13-я легкотанковая бригада была награждена орденом Красного Знамени. Свой вклад в общую победу внёс и младший командир А. М. Пустовалов. После вступления в силу мирного договора с Финляндией бригада, в которой служил Алексей Михайлович, вернулась в Порхов. Летом 1940 года она была обращена на формирование 3-й танковой дивизии 1-го механизированного корпуса. Сержант А. М. Пустовалов продолжил службу в 3-м ремонтно-восстановительном батальоне дивизии.
Начало Великой Отечественной войны застало Алексея Михайловича на военных сборах в летнем лагере у посёлка Струги Красные. Первый бой с немецко-фашистскими захватчиками части дивизии приняли 5 июля 1941 года под городом Островом в составе Северо-Западного фронта. Уже в первый день боёв дивизия потеряла до половины боевой техники. Наступление немцев было стремительным, поэтому эвакуировать и восстанавливать подбитые танки практически не удавалось. К 15 августа 1941 года материальная база дивизии была потеряна полностью, и её личный состав, в том числе и сержант А. М. Пустовалов, вынужден был сражаться в пешем строю, отступая с боями к Волхову. Лишь после стабилизации линии фронта танкисты дивизии были распределены по различным автобронетанковым частям. Алексей Михайлович в ноябре 1941 года был определён в трофейную роту 30-й армии. В декабре 1941 года армия в составе Калининского фронта участвовала в Калининской наступательной операции Московской битвы, а в январе 1942 года — в Торопецко-Холмской наступательной операции. Сержант А. М. Пустовалов занимался сбором и отправкой в тыл захваченной у противника боевой техники и вооружения. Во время боевых операций Ржевской битвы роте, в которой служил А. М. Пустовалов, нередко приходилось эвакуировать с поля боя и свои подбитые танки. 20 августа 1942 года у деревни Исаково во время эвакуации боевой техники с нейтральной полосы Алексей Михайлович был тяжело ранен и эвакуирован в госпиталь города Молотова.
После излечения в конце 1942 года А. М. Пустовалов был направлен на учёбу в Ульяновское танковое училище. В мае 1943 года он был переведён во вновь формируемое училище — Соликамское танковое училище, которое и окончил в ноябре 1943 года. Получив в декабре 1943 года материальную часть в Нижнем Тагиле, младший лейтенант А. М. Пустовалов прибыл в 11-ю отдельную гвардейскую танковую бригаду 2-й танковой армии и сразу же принял под командование взвод танков Т-34. В январе — феврале 1944 года 2-я танковая армия принимала участие в Корсунь-Шевченковской операции в составе 1-го и 2-го Украинских фронтов. Гвардии младший лейтенант А. М. Пустовалов отличился во время ликвидации попавшей в окружение под Корсунь-Шевченковским группировки немецко-фашистских войск. 17 февраля 1944 года Алексей Михайлович 6 раз водил свой взвод на разгром колонн противника, пытавшегося вырваться из котла. Когда закончились боеприпасы, он смело бросил свой танк в гущу немцев и давил живую силу и технику противника гусеницами. Всего в этом бою экипаж гвардии младшего лейтенанта Пустовалова уничтожил 1 танк, 2 автомашины с военным имуществом, 1 противотанковое ружьё, 1 орудие противотанковой обороны, 3 пулемёта, 2 полевые кухни и 285 солдат и офицеров вермахта. Танкисты его взвода также записали на свой счёт 7 уничтоженных противотанковых орудий, 15 подвод с боеприпасами и 1 миномёт.
Особо отличился гвардии младший лейтенант А. М. Пустовалов во время Уманско-Ботошанской операции. 5 марта 1944 года войска 2-го Украинского фронта прорвали оборону противника на всю глубину, и в образовавшуюся брешь была брошена 2-я танковая армия. На пути 11-й гвардейской танковой бригады, рвавшейся к Умани, лежала водная преграда — река Горный Тикич, от успешного форсирования которой зависели темпы наступления бригады. Перед 1-м танковым батальоном была поставлена задача совершить рейд по тылам противника, захватить и удержать до подхода основных сил бригады переправу через реку у населённого пункта Буки. Во время выполнения боевой задачи танк гвардии младшего лейтенанта А. М. Пустовалова действовал в голове батальона. На подступах к селу Буки Алексей Михайлович смело вступил в бой с вражеским заслоном. Используя фактор внезапности и умело маневрируя на поле боя, он уничтожил 3 артиллерийских орудия, 2 пулемётных гнезда и до 30 вражеских солдат. Первым ворвавшись в Буки, он вышел к мосту через Горный Тикич и не дал противнику взорвать его. Захват и удержание моста через реку обеспечило быструю переправу 11-й гвардейской танковой бригады и других частей Красной Армии.
Продолжая преследование отступающего противника, танки бригады вышли к станции Поташ, превращённой немцами в мощный опорный пункт обороны на подступах к Умани. Умелым манёвром гвардии младший лейтенант А. М. Пустовалов вышел во фланг немецкой обороны, и стремительно ворвавшись на позиции противника, уничтожил 2 танка, 7 пушек и 15 автомашин с грузами. Действия Пустовалова вызвали панику в рядах немцев. Они бежали, бросив на станции большое количество исправных танков, артиллерийских орудий, автомашин и другого военного имущества. Взятие станции Поташ открыло бригаде путь на Умань. 10 марта 1944 года войсками 2-го Украинского фронта город был освобождён. В ходе дальнейшего наступления Алексей Михайлович в составе бригады участвовал в форсировании реки Днестр и в боях за плацдарм на левом берегу реки. 23 марта 1944 года на подступах к городу Бельцы Т-34 гвардии младшего лейтенанта Пустовалова был подбит. Алексей Михайлович был ранен в ногу и эвакуирован в медсанбат. За образцовое выполнение боевых заданий командования на фронте борьбы с немецкими захватчиками и проявленные при этом отвагу и геройство указом Президиума Верховного Совета СССР от 13 сентября 1944 года гвардии младшему лейтенанту Пустовалову Алексею Михайловичу было присвоено звание Героя Советского Союза.
Около двух месяцев Алексей Михайлович провёл на больничной койке. К середине мая он вернулся в свою часть, а в июне 1944 года его 11-я отдельная гвардейская танковая бригада была передана 1-му Белорусскому фронту и в составе 8-й гвардейской армии начала подготовку к Белорусской стратегической операции. В июле 1944 года гвардии младший лейтенант А. М. Пустовалов участвовал в составной части операции «Багратион» — Люблин-Брестской фронтовой операции. Алексей Михайлович отличился в первый день наступления. При прорыве сильно укреплённой полосы противника под Ковелем танк гвардии младшего лейтенанта Пустовалова под яростным артиллерийским огнём противника за счёт умелого маневрирования на поле боя сумел ворваться на позиции немцев и уничтожил одно самоходное артиллерийское орудие, 3 пушки, 4 подводы и автомашину с боеприпасами и до 50 вражеских солдат. Продолжая углублять прорыв, экипаж Пустовалова на большой скорости ворвался в опорный пункт немецкой обороны село Торговище и рассеял вражеский гарнизон. При выходе на государственную границу Союза ССР на реке Западный Буг танк Пустовалова был подбит, и Алексей Михайлович вновь оказался в госпитале.
Осенью 1944 года 11-я отдельная гвардейская танковая бригада в боевых действиях участия не принимала, и вернувшийся в часть после излечения гвардии младший лейтенант А. М. Пустовалов был командирован Москву, где на торжественной церемонии в Кремле ему была вручена Медаль «Золотая Звезда» и грамота о присвоении звания Героя Советского Союза. В январе 1945 года Алексей Михайлович участвовал в прорыве немецкой обороны на Магнушевском плацдарме, освобождал центральные районы Польши в ходе Варшавско-Познанской операции. В феврале 1945 года А. М. Пустовалову было присвоено звание гвардии лейтенанта, и Алексей Михайлович принял под командование танковую роту своей бригады. В феврале — марте 1945 года он участвовал в разгроме группы армий «Висла» в восточной Померании. 5 марта 1945 года бою за город Штаргард Алексей Михайлович был контужен, но быстро вернулся в строй. В ходе Берлинской операции он вёл свою роту на штурм немецкой обороны на Зееловских высотах, затем совместно с пехотинцами 5-й ударной армии штурмовал восточные кварталы города Берлина.
В конце 1945 года гвардии лейтенант А. М. Пустовалов уволился в запас. Жил в Клину, с середины 1950-х годов работал на Клинском термометровом заводе, активно участвовал в военно-патриотической работе. Умер Алексей Михайлович 28 мая 1981 года. Похоронен на Белавинском кладбище.

## Награды
- Медаль «Золотая Звезда» (13.09.1944);
- орден Ленина (13.09.1944);
- орден Отечественной войны 1-й степени (12.08.1944);
- орден Отечественной войны 2-й степени (15.05.1944);
- медали, в том числе:
  - медаль «За отвагу» (23.03.1944).

## Память
- Мемориальная доска в честь Героя Советского Союза А. М. Пустовалова установлена в городе Клину по адресу: улица Садовая, 33.
- Имя Героя Советского Союза А. М. Пустовалова увековечено на Аллее Героев в Корсунь-Шевченковском.

## Документы
- Общедоступный электронный банк документов «Подвиг Народа в Великой Отечественной войне 1941—1945 гг.» Дата обращения: 16 июля 2013. Архивировано из оригинала 13 марта 2012 года.

Представление к званию Героя Советского Союза. Дата обращения: 16 июля 2013. Архивировано 4 сентября 2013 года.
Указ Президиума Верховного Совета СССР о присвоении звания Героя Советского Союза. Дата обращения: 16 июля 2013. Архивировано 4 сентября 2013 года.
Орден Отечественной войны 1-й степени (наградной лист и приказ о награждении). Дата обращения: 16 июля 2013. Архивировано 4 сентября 2013 года.
Медаль «За отвагу» (наградной лист и приказ о награждении). Дата обращения: 16 июля 2013. Архивировано 4 сентября 2013 года.